# 호리노우치정 (니가타현)
호리노치정(堀之内町)은 니가타현 기타우오누마군에 설치되었던 정이다. 고이데정의 통근율은 10.7%(2000년 인구조사).2004년 11월 1일 고이데정, 유노타니촌 , 히로카미촌, 스몬촌, 이리히로세촌과 합병으로 우오누마시가 되었다.

## 역사
미쿠니 가도의 역참 마을인 집적지로서 번창했다
- 1889년 4월 1일 - 정촌제 시행과 함께 호리노치촌, 시로시타촌, 우가치촌, 다가와이리촌이 성립하였다.
- 1926년 4월 1일 - 호리노우치촌, 다가와이리촌이 합병해 호리노치촌이 되었다.
- 1926년 11월 10일 - 정으로 승격해 호리노우치정이 되었다.
- 2004년 11월 1일 - 고이데정, 유노타니촌 , 히로카미촌, 스몬촌, 이리히로세촌과 합병해 우오누마시가 설치되어 호리노우치정이 소멸되었다.

## 교통

### 철도
- 동일본 여객철도
  - 조에쓰선

### 도로
- 간에쓰 자동차도 (호리노우치 인터체인지)
- 국도 제17호선
- 국도 제252호선

## 같이 보기
- 우오누마시